# Distrito de Szentendre
El distrito de Szentendre (húngaro: Szentendrei járás) es un distrito húngaro perteneciente al condado de Pest. Parte del distrito forma parte del área metropolitana de Budapest.
En 2013 tiene 77 720 habitantes. Su capital es Szentendre.

## Municipios
El distrito tiene 4 ciudades (en negrita), un pueblo mayor (en cursiva) y 8 pueblos (población a 1 de enero de 2013):
- Budakalász (10 450)
- Csobánka (3178)
- Dunabogdány (3113)
- Kisoroszi (946)
- Leányfalu (3483)
- Pilisszentkereszt (2193)
- Pilisszentlászló (1193)
- Pócsmegyer (1919)
- Pomáz (16 445)
- Szentendre (25 274) – la capital
- Szigetmonostor (2235)
- Tahitótfalu (5496)
- Visegrád (1795)